# Henrique Córdova
Henrique Hélion Velho de Córdova (São Joaquim, 18 de fevereiro de 1938 — Lages, 15 de novembro de 2020) foi um político brasileiro. Foi deputado estadual, deputado federal, vice-governador e governador de Santa Catarina.
Governou o estado de Santa Catarina, de 1982 a 1983, foi eleito duas vezes deputado estadual, e também deputado na Assembleia Nacional Constituinte eleita em 1986.

## Vida pessoal
Formou-se em direito pela Faculdade de Direito de Porto Alegre, integrante da Universidade Federal do Rio Grande do Sul, estando inscrito até hoje nos quadros de advogados da Ordem dos Advogados do Brasil. Além de advogado mantém como ocupação principal a de fazendeiro em São Joaquim, com destaque para a produção de maçãs, atividade pela qual foi denunciado por prática de trabalho análogo ao escravo, sendo posteriormente absolvido.

## Trajetória política
Sua carreira política começou em 1966, quando candidatou-se a deputado estadual pela pela Aliança Renovadora Nacional (ARENA), partido de situação do regime militar então vigente. Com 6.065 votos, não foi eleito, porém obteve a vaga de suplente. Na eleição seguinte, em 1970, conseguiu eleger-se deputado estadual, pela ARENA, com 13.367 votos.
Em 1974 Henrique Córdova elegeu-se deputado federal por Santa Catarina, também pela ARENA, com 35.399 votos.
Assim, no ano de 1978 houve eleições indiretas para os governos dos Estados brasileiros, de forma que Henrique Córdova foi indicado para a vaga de Vice-Governador de Santa Catarina, em chapa encabeçada por Jorge Bornhausen, que foi a eleita pela Assembleia Legislativa de Santa Catarina.
A oportunidade para alçar ao Governo do Estado veio em 14 de maio de 1982, quando Jorge Bornhausen lhe transmite o cargo de Governador de Santa Catarina, em virtude da renúncia advinda da eleição para seu novo cargo, o de Senador da República.
As metas de seu governo eram o salário e as obras municipais, sendo o primeiro governador a dar uma reposição salarial fora dos padrões que existiam na época. Por isso, foi a Brasília explicar porque havia dado aumento acima dos limites: é que Santa Catarina tinha condições para fazer isso, mas os outros Estados brasileiros não as tinham.
Em 5 de janeiro de 1983, Henrique Córdova viajou para o exterior em caráter particular, assumindo, até o dia 10 de janeiro de 1983, o Desembargador Francisco May Filho, Presidente do Tribunal de Justiça de Santa Catarina.
Em 10 de janeiro de 1983, foi transmitido o cargo de governador, de Francisco May Filho, Presidente do Tribunal de Justiça, ao Presidente da Assembleia Legislativa de Santa Catarina Deputado Epitácio Bittencourt, até 27 de janeiro de 1983. O sucessor, Esperidião Amin, tomou posse em 15 de março de 1983].
Após deixar o Governo do Estado, Henrique Córdova candidatou-se, em 1986, a deputado na Assembleia Nacional Constituinte que resultou na Constituição de 1988, tendo sido eleito pelo Partido Democrático Social com 40.634 votos.
Em 1988, Henrique Córdova migrou para o Partido da Frente Liberal (PFL, hoje DEM), ao qual permanece filiado até a atualidade.
Em 2012, Henrique Córdova candidatou-se a Prefeito de São Joaquim pelo PPS, ficando em 2º lugar, atrás de seu adversário Humberto Brighentti.

## Morte
Morreu no dia 15 de novembro de 2020 em um hospital de Lages, aos 82 anos.